# Amt Barth
Amt Barth – związek gmin w Niemczech, leżący w kraju związkowym Meklemburgia-Pomorze Przednie, w powiecie Vorpommern-Rügen. Siedziba urzędu znajduje się w miejscowości Barth.
W skład związku wchodzi dziesięć gmin:
1. Barth
2. Divitz-Spoldershagen
3. Fuhlendorf
4. Karnin
5. Kenz-Küstrow
6. Löbnitz
7. Lüdershagen
8. Pruchten
9. Saal
10. Trinwillershagen

1 stycznia 2014 gmina Bartelshagen II b. Barth została połączona z gminą Saal.